# Area Bombing Directive

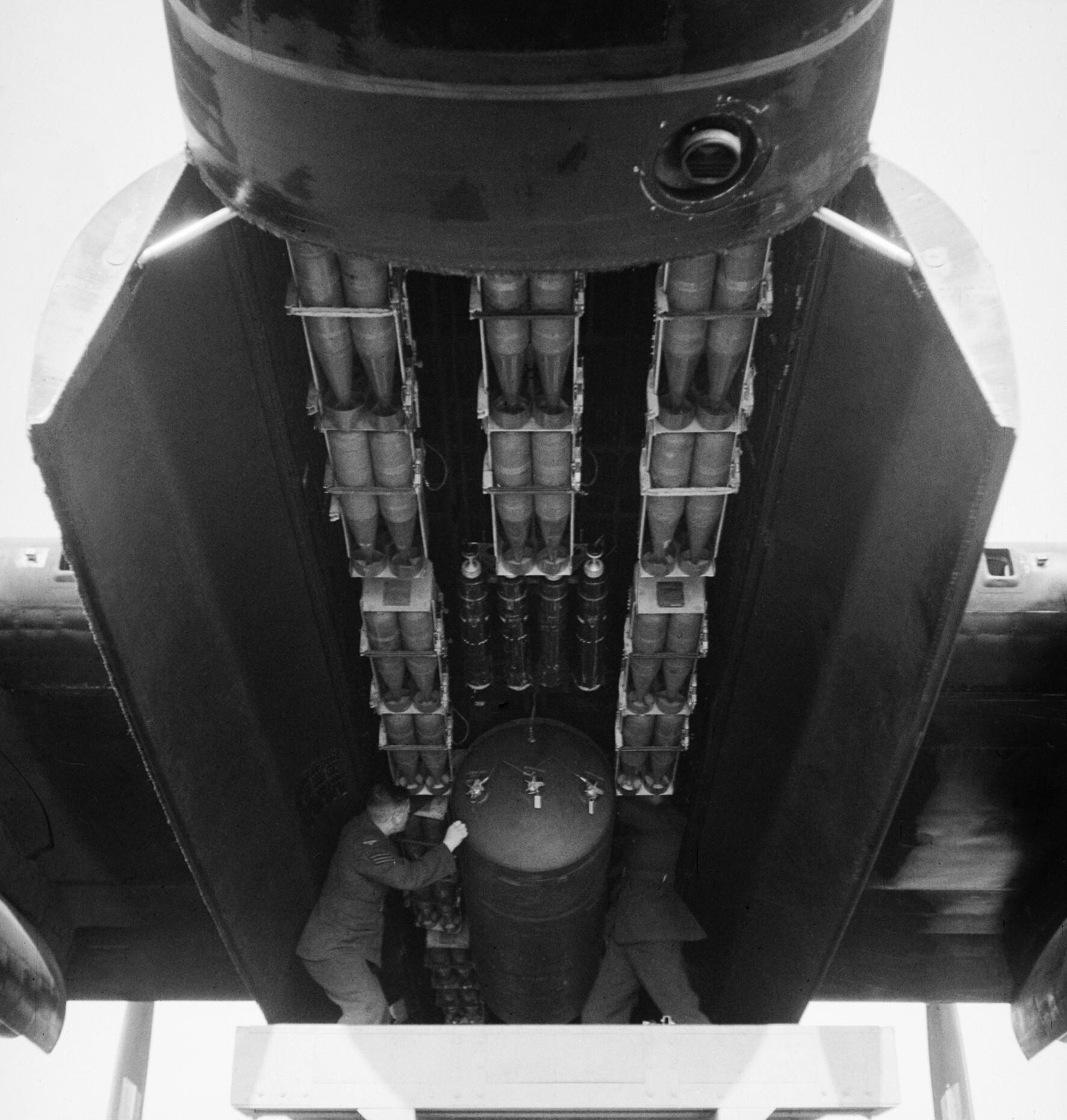
Bombenschacht einer Avro Lancaster mit Flächenbombardement-Mischung „Usual“ aus 4000-Pfund-Bombe „Cookie“ und Brandbomben vor einem Angriff auf Bremen, September 1942

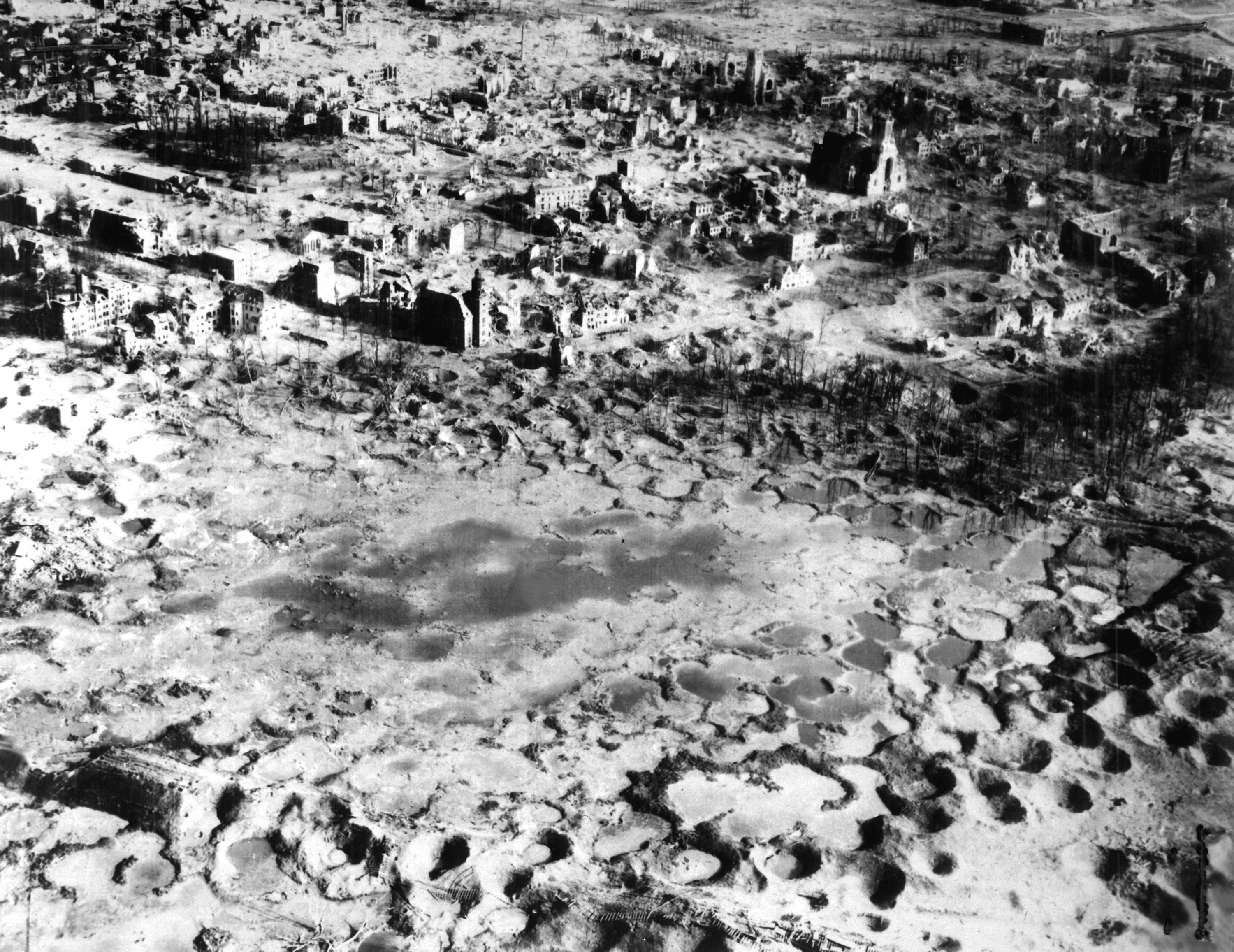
Die Stadt Wesel wurde 1945 zu 97 % durch mehrere Flächenbombardements und Artilleriebeschuss zerstört. Die auf der Aufnahme ersichtlichen dicht zusammenliegenden großen Bombenkrater weisen auf den massiven Einsatz von Sprengbomben und Luftminen hin.

Die Area Bombing Directive (General Directive No.5 (S.46368/D.C.A.S); „Anweisung zum Flächenbombardement“) wurde während des Zweiten Weltkrieges am 14. Februar 1942 vom britischen Luftfahrtministerium herausgegeben.
In dieser Anweisung wurde dem neuen Oberkommandierenden des Bomber Command der Royal Air Force (RAF), Arthur Harris, mitgeteilt, er könne seine Streitkräfte ab sofort ohne jede Beschränkung einsetzen: “You are accordingly authorised to use your forces without restriction […]”. Darüber hinaus wurde Harris informiert, dass die Einsätze auf die Moral der feindlichen Zivilbevölkerung zu konzentrieren seien – insbesondere auf die der Industriearbeiter: „It has been decided that the primary objective of your operations should be focused on the morale of the enemy civil population and in particular the industrial workers.“ („Es wurde beschlossen, dass sich Ihre Operationen in der Hauptsache gegen die Moral der feindlichen Zivilbevölkerung richten sollen, insbesondere die Industriearbeiterschaft.“)
Einen Tag nach Bekanntgabe der Anweisung wurde der RAF-Stabschef Luftmarschall Charles Portal noch deutlicher; er schrieb: “[…] I suppose it is clear that the aiming points will be the built up areas, and not, for instance, the dockyards or aircraft factories where these are mentioned in Appendix A. This must be made quite clear if it is not already understood.” (deutsch: „Ich nehme an, dass klar ist, dass die Ziele bebaute Gebiete und nicht z. B. Schiffswerften oder Flugzeugwerke laut Anhang A sein werden. Dies muss jedem klargemacht werden, falls es noch nicht so verstanden worden ist.“)
Die Umsetzung begann mit dem Nachtangriff auf Essen am 8. und 9. März 1942 sowie weiteren Luftangriffen auf das Ruhrgebiet. Anhang A nannte noch vierzehn weitere Industriestädte in Nord-, Mittel- und Süddeutschland.
Portal teilte am 3. November 1942 den Stabschefs des Heeres und der Marine mit, dass die Bomberwaffe bis Ende 1944 auf 6000 Flugzeuge gebracht werden sollte. Die monatliche Bombenrate bezifferte er für August 1944 auf 90.000 Tonnen. Ziel war es, acht Millionen Häuser und 60 Millionen Wohnungen zu zerstören. Er rechnete mit 900.000 Toten und einer Million Schwerverletzten.
Dieser Strategie der Flächenbombardierung lag die Annahme aus der sogenannten Trenchard-Doktrin zugrunde, das Bombardieren von Wohngebieten anstelle militärischer Anlagen würde den Kampfwillen der Zivilbevölkerung schwächen. Das Konzept beruhte auf Vorstellungen über den strategischen Luftkrieg aus dem Ersten Weltkrieg. Man hoffte, Aufstände oder Revolution gegen das Regierungssystem in einem gegnerischen Staat auszulösen, um aus der Destabilisierung des Gegners einen kriegswichtigen Vorteil ziehen zu können. Diese Annahme erwies sich jedoch als Trugschluss. Es wird heute allgemein angenommen, dass diese Strategie zum exakt entgegengesetzten Ergebnis führt, nämlich einer Solidarisierung der Bevölkerung mit einem Regierungssystem gegenüber dem Angreifer.

## Kritik und Internationale Rechtsnormen
Die Frage, ob es legitim sei, die Zivilbevölkerung im Krieg zu bombardieren, war lange Zeit auf mehreren Ebenen umstritten. Etwa im Vereinigten Königreich wandte sich der anglikanische Bischof George Kennedy Allen Bell, Mitglied des House of Lords, mehrfach öffentlich gegen die Art der Kriegsführung durch Churchill und bezeichnete das area bombing als „barbarisch“. Die Antwort waren empörte Proteste von Politikern und Privatpersonen.
Die internationale juristische Frage, ob es sich bei der Area Bombing Directive um eine Anweisung zu schweren Kriegsverbrechen handelt, entzündet sich hierbei insbesondere an der unterschiedlichen Interpretation des damals maßgeblichen Artikels 25 der Haager Landkriegsordnung:

„Es ist untersagt, unverteidigte Städte, Dörfer, Wohnstätten oder Gebäude, mit welchen Mitteln es auch sei, anzugreifen oder zu beschießen.“

Außerdem steht eine nicht-spezifische Anordnung wie die Area Bombing Directive im Widerspruch zu Artikel 27 der Haager Landkriegsordnung, der eine Schonung von entsprechend gekennzeichneten und nicht militärisch verteidigten Kulturgütern verlangt, „um die dem Gottesdienste, der Kunst, der Wissenschaft und der Wohltätigkeit gewidmeten Gebäude, die geschichtlichen Denkmäler, die Hospitäler und Sammelplätze für Kranke und Verwundete soviel wie möglich zu schonen“.

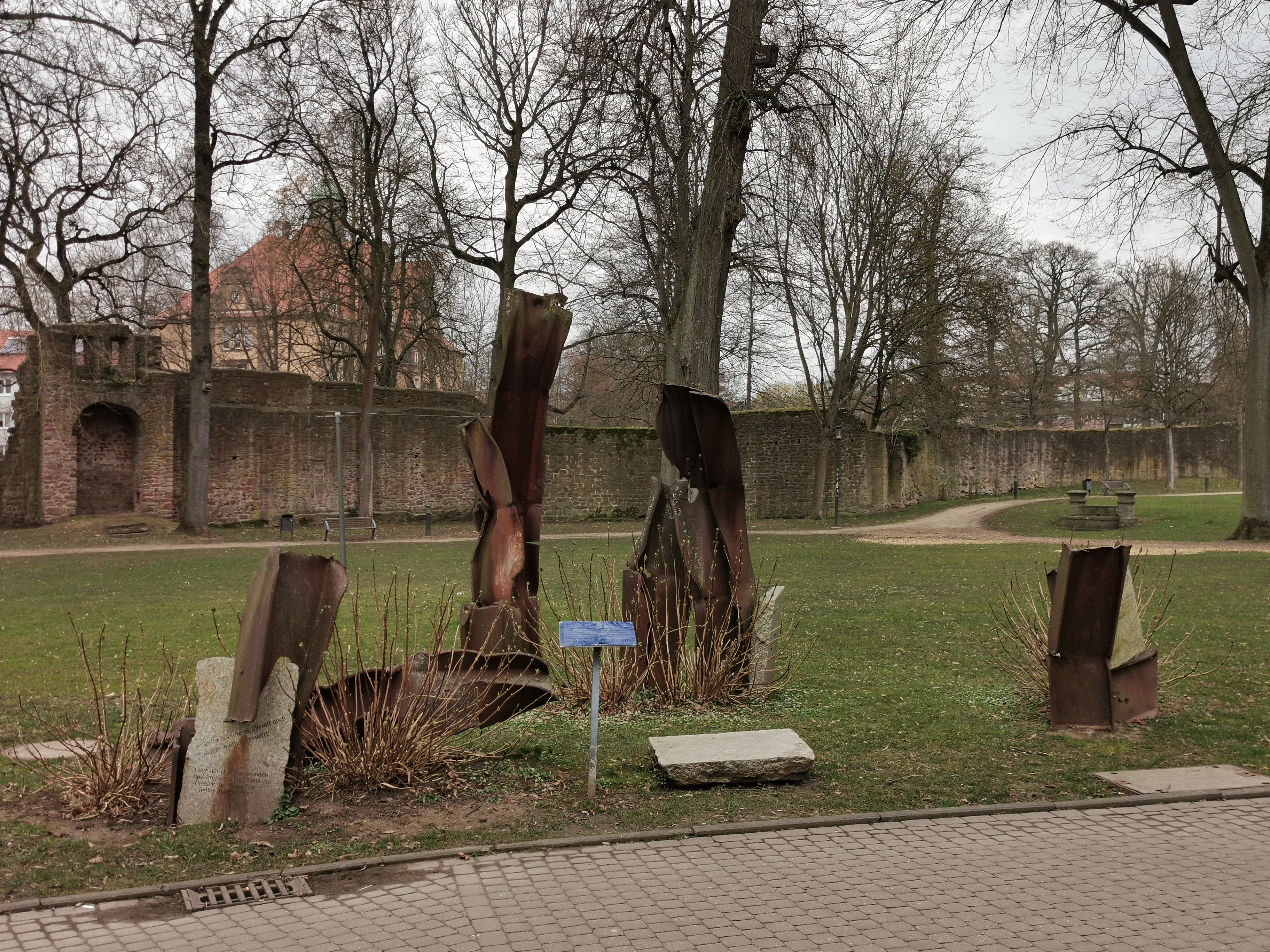
Denkmal der amerikanischen Künstlerin Linda Cunningham für die Opfer des alliierten Bombenkrieges, bestehend aus Trümmerteilen zerstörter Gebäude (Bad Hersfeld)

Spätestens mit der Neuregelung im Genfer Abkommen von 1949 und speziell durch Artikel 51 des Zusatzprotokolls I von 1977 gelten derartige Flächenbombardements allgemein als Kriegsverbrechen.